# Felkai László (vízilabdázó)
Felkai László (Budapest, 1941. március 1. – Budapest, 2014. április 10.) olimpiai bajnok magyar vízilabdázó, edző.
Középiskolai tanulmányait a budapesti Eötvös József Gimnáziumban végezte. Sok sikert szerzett az iskolának úszásban és vízilabdában is.
1950-től a Budapesti Kinizsi, illetve az FTC, majd 1970-től a Budapesti Spartacus sportolója volt. Úszásban és vízilabdázásban is bekerült a magyar válogatottba, de jelentős sporteredményeit vízilabdázásban érte el. 1960-tól 1974-ig összesen százhúsz alkalommal szerepelt a magyar vízilabda-válogatottban. Három olimpián vett részt, tagja volt az 1964-ben Tokióban olimpiai bajnoki címet, 1960-ban Rómában és 1968-ban Mexikóvárosban bronzérmet nyert magyar csapatnak. Az 1960. évi olimpián 200 méteres mellúszásban is induló volt. Az aktív sportolást 1977-ben fejezte be.
1965-ben a Budapesti Műszaki Egyetemen villamosmérnöki oklevelet, 1966-ban a Sportvezető és Edzőképző Intézetben (SEKI) vízilabdaedzői oklevelet szerzett. 1975–77 között a KSI serdülő csapatának volt az edzője. Visszavonulása után a Budapesti Spartacus, majd az FTC vízilabdacsapatának edzője volt. 1982-től kezdve gyerekeket edzett, a KSI-ben, a Vasasban, a BVSC-ben, a Tungsram együttesében, valamint a Honvédban is.
2000-ben beválasztották az évszázad magyar vízilabda-válogatottjába.

## Sporteredményei
- olimpiai bajnok (1964)
- kétszeres olimpiai 3. helyezett (1960, 1968)
- Európa-bajnok (1962)
- Európa-bajnoki 5. helyezett (1966)
- Universiade-győztes (1963, 1965)
- Universiade 2. helyezett (1959)
- Universiade 3. helyezett (1961)

## Díjai, elismerései
- A Magyar Népköztársaság Kiváló Sportolója (1962)[4]
- Az év magyar vízilabdázója (1964, 1968)
- Az FTC örökös bajnoka (1974)